# Musculus splenius cervicis

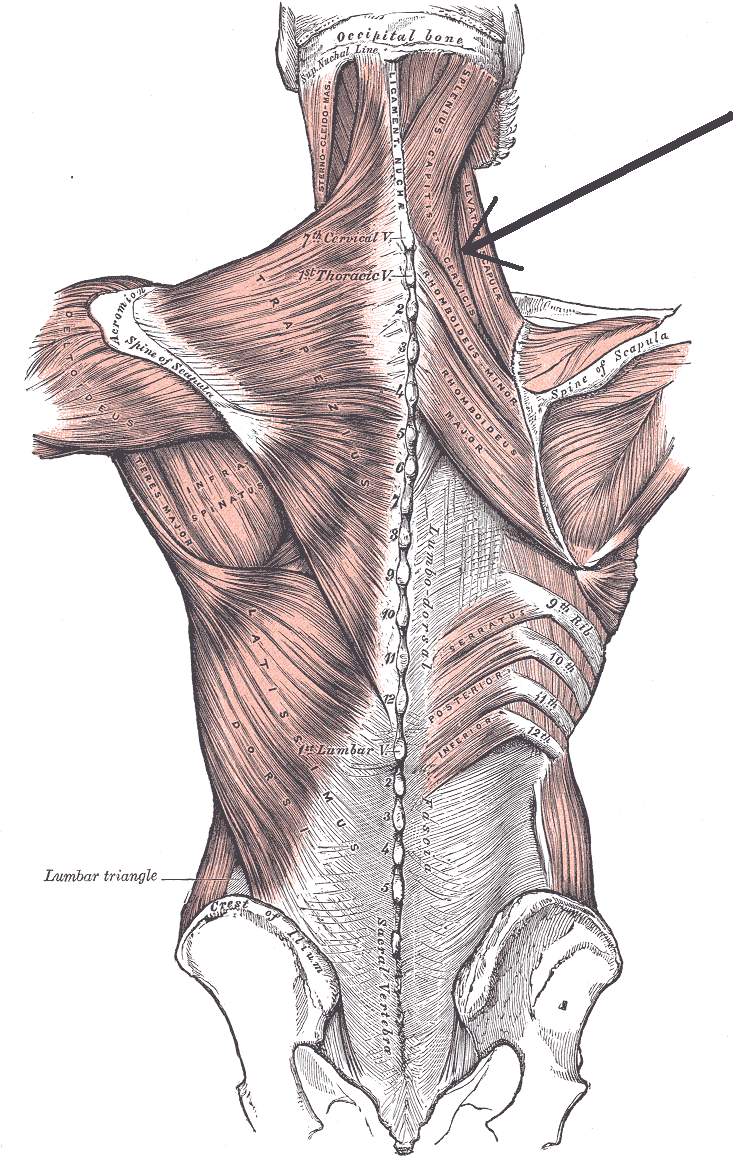
A hát és a nyak izmai (a fekete nyíl jelöli az izmot, mely a feji résszel együtt szerepel)

A musculus splenius cervicis egy izom az ember nyakában, mely a törzshöz tartozik.

## Eredés, tapadás, elhelyezkedés
A harmadik és hatodik  hátcsigolya (vertebrae thoracales) processus spinosus vertebraejéről ered egy keskeny ínas részről. A felső kettő vagy három nyakcsigolya (vertebrae cervicales) processus transversus vertebraejének a tuberculum posterius vertebrae cervicalis nevű részén tapad.

## Funkció
Egyenként nézve kifelé forgatják és feszítik a nyakat. Együtt pedig feszítik a nyakat.

## Beidegzés
A ramus posterior nervi spinalis idegzi be. Az aorta muscularis ágai látják el vérrel.

## Külső hivatkozások
- Kép, leírás
- Leírás